# مدرسة البيطرة وعلوم الحياة (مردوخ)
مدرسة البيطرة وعلوم الحياة (بالإنجليزية: School of Veterinary and Life Sciences)‏ هي مدرسة للطب البيطري بجامعة مردوخ الأسترالية.